# مارتي كالدر
مارتي كالدر هو مصارع رياضي كندي، ولد في 25 يناير 1967 في سانت كاثرينز في كندا.

## وصلات خارجية
- مارتي كالدر على موقع قاعدة بيانات المصارعة الدولية (الإنجليزية)
- مارتي كالدر على موقع أوليمبيديا (الإنجليزية)
- مارتي كالدر على موقع اتحاد ألعاب الكومنولث (مؤرشف) (الإنجليزية)